# Bendjé
Bendjé (oder Bendje) ist ein Departement in der Provinz Ogooué-Maritime in Gabun und liegt an der Westküste. Das Departement hatte 2013 etwa 140.000 Einwohner.

## Gliederung
- Port-Gentil